# Эль-Копей
Эль-Копей (исп. El Copey) — город и муниципалитет на северо-востоке Колумбии, на территории департамента Сесар.

## История
Поселение из которого позднее вырос город было основано 8 ноября 1936 года. Муниципалитет Эль-Копей был образован в 1971 году.

## Географическое положение

Муниципалитет Эль-Копей

Город расположен в северо-западной части департамента, на расстоянии приблизительно 80 километров к западу-юго-западу (WSW) от Вальедупара, административного центра департамента. Абсолютная высота — 150 метров над уровнем моря.

Муниципалитет Эль-Копей граничит на юге с муниципалитетом Боскония, на востоке — с муниципалитетом Вальедупар, на северо-востоке — с муниципалитетом Пуэбло-Бельо, на севере и западе — с территорией департамента Магдалена. Площадь муниципалитета составляет 968,1 км². Среднегодовая температура воздуха — 35 °C.

## Население
По данным Национального административного департамента статистики Колумбии, совокупная численность населения города и муниципалитета в 2012 году составляла 26 089 человек.
Динамика численности населения муниципалитета по годам:
| 2005   | 2006   | 2007   | 2008   | 2009   | 2010   | 2011   | 2012   |
| ------ | ------ | ------ | ------ | ------ | ------ | ------ | ------ |
| 24 971 | 25 194 | 25 360 | 25 522 | 25 673 | 25 816 | 25 956 | 26 089 |

Согласно данным переписи 2005 года мужчины составляли 51,1 % от населения Чиригуаны, женщины — соответственно 48,9 %. В расовом отношении негры, мулаты и райсальцы составляли 71,1 % от населения города; белые и метисы — 28,7 %; индейцы — 0,2 %.
Уровень грамотности среди всего населения составлял 79,6 %.

## Экономика
Основу экономики Эль-Копея составляет сельскохозяйственное производство.

54,1 % от общего числа городских и муниципальных предприятий составляют предприятия торговой сферы, 33,5 % — предприятия сферы обслуживания, 11,5 % — промышленные предприятия, 0,9 % — предприятия иных отраслей экономики.